# Totogalpa
Totogalpa est une municipalité nicaraguayenne du département de Madriz au Nicaragua.